# Szöllősi Emil (labdarúgó)
Szöllősi Emil (Szombathely, 1928. február 15. – Szombathely, 2012. május 26.) labdarúgó, hátvéd.

## Pályafutása
A Csepel csapatában kezdte a labdarúgást. 1951-ben visszatért szülővárosába és a Haladás játékosa lett. 1960-ig összesen 136 élvonalbeli mérkőzésen lépett pályára és egy gólt szerzett. Az aktív labdarúgás befejezése után edzőként tevékenykedett a Haladásnál. Először utánpótlásedző, majd 1965–66-ban az akkor másodosztályú csapat vezetőedző volt.

## Sikerei, díjai
- Magyar bajnokság
  - 7.: 1952, 1953